# Om samhällsfördraget

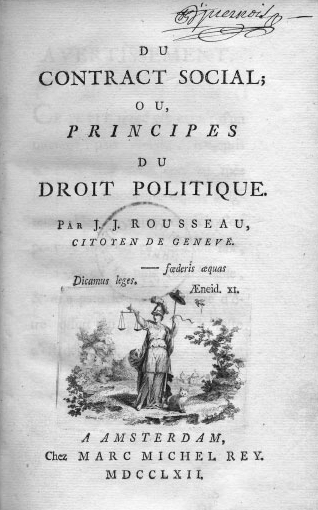
Titelblad till förstaupplagan i oktavformat.

Om samhällsfördraget (franska: Du contrat social; ou Principes du droit politique), utgiven på svenska som Om samhällsfördraget eller Statsrättens grunder, är en bok av Jean-Jacques Rousseau från 1762. I skriften lägger Rousseau fram sina teorier om det idealiska samhället.  

## Argument
"Människan föds fri och överallt är hon i bojor", lyder den första meningen i boken. Rousseau förklarar att stat och samhälle uppstod i fridfulla, sunda urtider genom frivilliga fördrag, det vill säga kontrakt. Den av naturen fullkomligt fria människan avstod genom fritt val från vissa av sina rättigheter för att erhålla de fördelar som ett samhälle skänker. Med detta som utgångspunkt riktar Rousseau kritik mot stat och samhälle och bygger ett motprogram.
All historia sedan urkontraktets tid är enligt Rousseau urartning och ett resultat av en kombination av illvilja, misstag och dumhet. I begynnelsen rådde absolut jämlikhet, medlemmarnas frihet begränsades endast genom fördraget och folket hade fullständig suveränitet. Den regering som folket tillsatt var endast ett befullmäktigat organ som förmedlade förhållandet mellan folket som suverän och folket som sin egen undersåte. Då allt detta var det ursprungliga naturtillståndet ligger idealet i att det återställs – med andra ord att frihetens och jämlikhetens demokrati återinförs.
För Rousseau är inte en folkrepresentation idealet. Parlament är i själva verket allt annat än ett rent uttryck för folkviljan och den verkliga omsorgen för folkets väl. Den engelska parlamentarismen ger ingen verklig representation för en fri folkmassa. Kunde man konstatera allmänviljan (volonté générale) genom en församling av samtliga medborgare och skapa en regering för att utföra denna omedelbara folkvilja, så vore det idealet. Men för detta har folken blivit för stora och alltför mycket avlägsnat sig från de äldsta statsbildningarna. Endast i små stater, sådana som de schweiziska, är det enligt Rousseau möjligt att ha ett sådant system.
Rousseaus folkmassa ska bestämma över religionen som över allt annat. Man behöver nämligen religion och vissa dogmer – vissa sentiments de sociabilité – som en god medborgare bör bekänna sig till. Tron på Gud, på själens odödlighet, på belöningar och straff i livet efter detta är helt enkelt oumbärliga, enligt Rosseau.